# ONE PIECE アンリミテッドアドベンチャー
『ONE PIECE アンリミテッドアドベンチャー』（ワンピース アンリミテッドアドベンチャー）は、バンダイナムコゲームスより2007年4月26日に発売された、尾田栄一郎原作の漫画・アニメ『ONE PIECE』を題材としたWii用アクションアドベンチャーゲーム。

## 概要
同様のシステムを使用した続編『ONE PIECE アンリミテッドクルーズ』が、エピソード1が2008年9月11日に、エピソード2が2009年2月26日にそれぞれ発売された。

## ストーリー
次の補給場所を探している最中、ルフィが謎の玉（オーブ）を釣り上げた。それに呼応するかのように海から謎の島が出現。その衝撃で仲間とバラバラになってしまう。

## キャラクター

### プレーヤーキャラクター
モンキー・D・ルフィ
- 声優：田中真弓
- 戦闘方法：ギア（ギア2・ギア3）
- 必殺技：通常時：ゴムゴムの暴風雨・ギア2、ギア2時：ゴムゴムの巨人の銃

ロロノア・ゾロ
- 声優：中井和哉
- 戦闘方法：三刀流・二刀流・一刀流・九刀流 阿修羅
- 必殺技：三刀流奥義 三・千・世・界・阿修羅 壱霧銀

ウソップ
- 声優：山口勝平
- 必殺技：ウソップパチンコ乱れ撃ち・火の鳥星

サンジ
- 声優：平田広明
- 戦闘方法：悪魔風脚
- 必殺技：通常時：仔牛肉ショット・悪魔風脚、悪魔風脚時：悪魔風脚解除

ナミ
- 声優：岡村明美
- 必殺技：サンダーボルト=テンポ・蜃気楼=テンポ"幻想妖精"

トニートニー・チョッパー
- 声優：大谷育江
- 姿：頭脳強化・脚力強化・重量強化・ランブル（飛力強化・毛皮強化・腕力強化・角強化）
- 必殺技：実験!・ランブルボール

ニコ・ロビン
- 声優：山口由里子
- 必殺技：花鳥風月 曼珠紗華・百花繚乱 大飛燕草

フランキー
- 声優：矢尾一樹
- 必殺技：風来砲・アルティメットハンマー

### オリジナルキャラクター
ポポラ
- 声 - 広橋涼

ルフィの前に現れる謎の生き物。魔人の封印を千年も守っていた。
当初、魔人封印を解こうとしたルフィ達と対立していたが、後に和解。ルフィと行動を共にする。
作中、封印者（声 - 阪脩）がオーブの力で粘土から産み出された描写がある。

### ボスキャラクター
ルフィ達が冒険する島には青い宝玉が施された台座があり、それを調べると回想シーンが展開されて、直後にボスが出現する。ルフィ達は島を探索する道中、封印から現れた強敵達と戦うことになる。なお、これらの強敵達は本人ではなく、ルフィ達の過去の記憶を基に創造された仮想の存在である。ロビン曰く、ポポラの記憶と共通したものが選ばれていると推測している。
スモーカー　
- 声優：大場真人

フィールド「化石の眠る砂浜」の中ボス。今作にて、最初に戦うことになるボスキャラクター。動きが素早く、遠近共に強力な技を持つ強敵。体力が半分を切ると、必殺技の「ホワイト・アウト」を使用するようになる。なお、初期では仲間が全員合流していないため、ルフィ・ウソップ・ナミ・チョッパーの四人のみで戦うことになる。
ジュラキュール・ミホーク
- 声優：青野武

フィールド「化石の眠る砂浜」の大ボス。あまり積極的に行動はしないが、小刀による素早い攻撃を放つほか、体力が半分を切ると、背中の黒刀も使用するようになる。繰り出す技はいずれも一撃の威力が高い。必殺技の「黒刀・剣王」は前方の三方向に斬撃を放つ。
クリーク　
- 声優：立木文彦

フィールド「深奥に惑う密林」の中ボス。近距離では大戦槍を振り回し、ニードルマシンガンやスモールボムといった飛び道具も使いこなす強敵。また、耐久力があり、攻撃してもほとんど怯まない。体力が半分を切ると、必殺技として猛毒ガス弾「M・H・5」を撃つようになる。
カク　
- 声優：置鮎龍太郎

フィールド「深奥に惑う密林」の大ボス。動きが素早い上に、長身を生かした範囲の広い技を繰り出してくる。嵐脚手裏剣は一度当たると連続で当たるため、一気に体力を削られてしまう。体力が半分を切ると、空中戦・ダッシュ攻撃も仕掛けるようになるほか、必殺技の「周断」を使用するようになる。
スパンダム　
- 声優：小野坂昌也

フィールド「紅葉に浮かぶ遺跡」の中ボス。耐久力は低いが、回避率が高い。多数の海兵を引き連れて登場し、自らも象剣「ファンクフリード」で攻撃を行う。海兵は倒しても無限に出現するため、スパンダム自身を集中攻撃すると良い。体力が半分を切ると、攻撃頻度が上昇する。
エネル　
- 声優：森川智之

フィールド「紅葉に浮かぶ遺跡」の大ボス。移動速度が早く、間合いを詰めてからの追い討ちや多段ヒットを得意とする。いずれの攻撃も雷属性であるため、喰らうと麻痺してしまうことがある。一度倒しても、心臓マッサージを施して復活するという厄介な特性を持っており、復活後は攻撃頻度がさらに上昇するほか、必殺技の「二億V　雷神」を使用するようになる。
アーロン　
- 声優：小杉十郎太

フィールド「闇路に誘う洞窟」の中ボス。主に突進しながら攻撃を仕掛けたり、近距離では歯ガム・ウォーターショットも放つ。動きが素早いが、技は直線的な物が多いため、回避行動で避けると良い。体力が半分を切ると、必殺技としてキリバチを持ちながら回転攻撃を繰り出してくる。
サー・クロコダイル
- 声優：大友龍三郎

フィールド「闇路に誘う洞窟」の大ボス。強力な近接攻撃「砂嵐」と遠距離攻撃「砂漠の宝刀」で執拗な攻撃を仕掛けてくる強敵。砂嵐はこちらの攻撃では止められないため、消えるのを待つしかない。体力が半分を切ると毒攻撃を繰り出してくるほか、必殺技の「千割　浸食輪廻」を使用するようになる。
ポートガス・D・エース
- 声優：古川登志夫

フィールド「白銀に凍る雪山」の中ボス。全体的に技の隙が少なく、動きも素早い強敵。炎を纏って突進したり、扇状に飛ばして攻撃を仕掛けるほか、近づいても空中攻撃で迎撃してくる。体力が半分を切ると、必殺技の「火拳」を使用するようになる。
シャンクス　
- 声優：池田秀一

フィールド「白銀に凍る雪山」の大ボス。攻撃力・攻撃範囲共に優れており、四皇の一角に相応しい戦闘能力を持つ強敵。一撃の威力が高いうえ、遠距離からも強力な一閃突きを放ってくるため、離れていても油断はできない。また、覇気を受けると気絶してしまうことがある。体力が半分を切ると、さらに攻撃頻度が上昇し、必殺技の「天をも割る一撃」を使用するようになる。
ロブ・ルッチ
- 声優：関智一

フィールド「天に連なる大地」の中ボス。最初は人型の姿で登場し、遠距離攻撃・空中攻撃・連続攻撃を巧みに仕掛ける。倒すと悪魔の実の能力を発動して人獣型へと変化し、そのまま連戦で戦うことになる。人獣型は一撃の威力が高くなっており、見た目に反して素早い動きで翻弄してくる。さらに体力を減らすと、必殺技の「生命帰還・紙絵武身」を発動し、圧倒的な速さで苛烈な攻撃を繰り出してくるが、攻撃の隙も大きくなる。
青キジ　
- 声優：子安武人

フィールド「天に連なる大地」の大ボス。本作のシナリオ上、最後に戦うことになるボスキャラクター。氷の塊を砕いて刃を飛ばしたり、こちらを腕で凍らせたりといったトリッキーな技を持つ。動きはそれほど速くはないが、一撃の威力は高い。体力が半分を切ると、攻撃頻度が大幅に上昇。さらに体力を減らすと、ステージ全体を凍り付けにさせるイベントが発生し、以降は必殺技の「氷河時代」を使用するようになる。

#### 魔人
本作オリジナルキャラクターにして、本作のラスボス。魔人（声 - 郷里大輔）とは、舞台となる島の守護神の異名であり、原作に登場する魔人オーズとは無関係。
1000年前、島を襲う敵に対抗するために、島の人々が封印者のオーブを勝手に使い、島の守護者に命を吹き込んだ。しかし、憎しみの感情でオーブを使ったため暴走。島を壊滅に追いやってしまう。憎しみの感情が強すぎたためオーブを取り戻しても封印者にはどうする事も出来ず、最後は封印者が命と引き換えに魔人を封印した。移動速度はかなり遅いが、遠近共に強力な技を持つ。必殺技の「天変地異」は自身の周囲に光の柱を連続で発生させる。
邪念の魔獣（声 - フランク・ウェルカー）
魔人が、大量の悲しみを受けたことで憎しみの感情が暴走した姿。魔人を倒した後、連戦で戦うことになる。エースの「火拳」や青キジの「氷河時代」といったボスキャラクターの必殺技を通常技として会得しており、それらを自在に操って激しい攻撃を繰り出してくる。ただ、技が出る直前に紋章が浮かび上がるため、どの技が出るか判断することは可能。必殺技の「降り注ぐ怒り」は追尾する八つの火球を連続で発射する。

#### シークレットボス
「冒険に導く草原」以外のフィールドには、赤い宝玉が施された台座も一つずつ存在し、条件を満たしてから調べることで隠しボスが出現する。シナリオには絡まないため、回想シーンは展開されない。なお、封印を解除するためにはポイント以外にもそれぞれ貴重なアイテムが必要である。
Mr.2・ボン・クレ－
- 声優：矢尾一樹

フィールド「化石の眠る砂浜」の隠しボス。見た目とは裏腹に素早く、奇抜な動きでこちらを翻弄する強敵。繰り出す技はいずれも多段ヒットするため、当たると一気に体力を削られてしまうことが多い。体力が半分を切ると、必殺技の「爆弾白鳥アラベスク」を使用するようになる。
ネフェルタリ・ビビ
- 声優：渡辺美佐

フィールド「紅葉に浮かぶ遺跡」の隠しボス。本来はルフィ達の仲間である彼女だが、ここではルフィ達に敵対心を露にして襲い掛かってくる。全体的に隙が少なく、どんな間合いからも絶え間なく攻撃を繰り出してくる。技を出している最中に反撃するのは困難なため、回避してから反撃に転じることが求められる。体力が半分を切ると、必殺技としてカルー(声：粗忽屋)を呼び出し、援護攻撃をさせてくる。
パウリー
- 声優：吉水孝宏

フィールド「闇路へ誘う洞窟」の隠しボス。ロープで突き飛ばしたり、捕らえて投げ飛ばしたりなど、主に中距離からの攻撃を得意とする。技はいずれも直接的であるため、回避はそれほど難しくはない。体力が半分を切ると、必殺技の「シュラウズ・アンド　ラットリン・ノット」を使用するようになる。
暴走チョッパー
- 声優：フランク・ウェルカー

フィールド「白銀に凍る雪山」の隠しボス。動きはかなり遅いが、耐久力が非常に高い上にほとんど怯まないため、長期戦を強いられる難敵。攻撃手段は腕で殴り付けるか、地面を連続で叩きつけるだけだが、どちらも一撃の威力はかなり高い。体力が半分を切ると、必殺技として掴み攻撃をしてくるようになり、捕まるとそのまま地面に叩きつけられてしまう。
カルガラ
- 声優：柴田秀勝

フィールド「深奥に惑う密林」の隠しボス。攻撃速度が速く、一撃の威力も高い強敵。手にした槍で素早い攻撃を繰り出すほか、回転しながらこちらに体当たりを仕掛けてくることもある。回避率も高く、かなりすばしっこく動き回るため、反撃も困難である。必殺技の「大戦士の鉄槌」は前方に巨大な鉄球を降り下ろして攻撃する。
エドワード・ニューゲート（白ひげ）
- 声優：有本欽隆

フィールド「天に連なる大地」の隠しボスで、最後に戦うことになる。攻撃速度・移動速度は共に遅めだが、巨体に相応しい耐久力と攻撃力を併せ持つ強敵。手にした薙刀で豪快かつ重い一撃を繰り出してくる。必殺技の「薙刀・羅刹」は前方の広範囲に衝撃波を放つ技で、当たると一撃で倒されてしまうこともある。なお、初回では戦闘前に特殊な会話デモシーンが展開される唯一のボスキャラクターである。

### 隠れキャラクター
- パンダマン